# 王謨 (教育家)

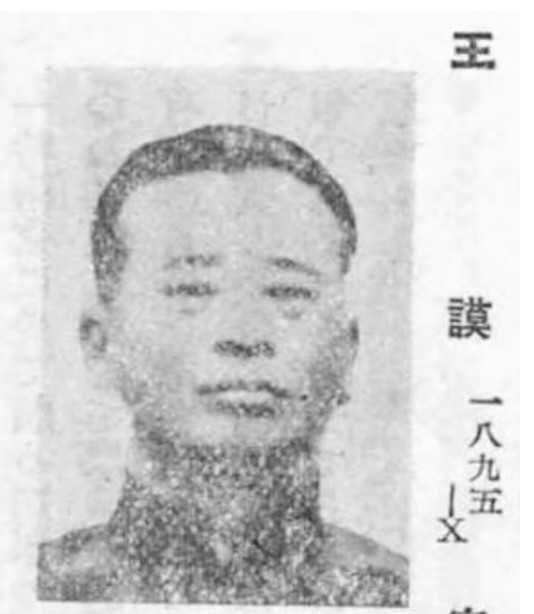
中国文化界人物总鉴（1940年）

王謨（1895年—1958年）四川省順天府儀隴县人，中華民国教育家、政治家。南京国民政府（汪精卫政权）要人。

## 生平
王謨先后毕业于東京高等師範学校（后改東京教育大学，今为筑波大学）、東京帝国大学。归国後，历任武昌大学、北平大学、師範大学、清華大学教授，此外在北京政府時代还曾任参議院議員。1942年（民国31年），出任北京師範学院院長，後任北京師範大学教授。
1943年（民国32年）11月，伴随着華北政務委員会改組，王謨任该委員会教育总署督办兼常務委員。1944年7月辞任。
1945年12月5日，以汉奸罪被国民政府在北平逮捕，后判处有期徒刑十年。1949年，被释放，以后在北京闲居。1958年，因脑溢血逝世。终年63岁。